# 861 Aïda
861 Aïda eller 1917 BE är en asteroid i huvudbältet, som upptäcktes 22 januari 1917 av den tyske astronomen Max Wolf i Heidelberg. Den har fått sitt namn efter operan Aida.
Asteroiden har en diameter på ungefär 66 kilometer.